# 4958 Wellnitz
4958 Wellnitz è un asteroide della fascia principale del diametro medio di circa 27,61 km. Scoperto nel 1991, presenta un'orbita caratterizzata da un semiasse maggiore pari a 3,0097687 UA e da un'eccentricità di 0,0761719, inclinata di 9,09388° rispetto all'eclittica.